# Nychiodes agatcha
Nychiodes agatcha är en fjärilsart som beskrevs av Brandt 1938. Nychiodes agatcha ingår i släktet Nychiodes och familjen mätare. Inga underarter finns listade i Catalogue of Life.